# Рамазанов, Жолауши Омиргалиевич
Жолауши́ Омиргалиевич Рамаза́нов, другой вариант отчества — Умургали́евич (15 мая 1944, аул Мурзагул, Васильевский сельсовет, Марьяновский район, Омская область — 19 апреля 2013, Кокшетау, Казахстан) — механизатор совхоза «Бостандыкский» Ленинградского района Кокчетавской области, Казахская ССР. Герой Социалистического Труда (1991).

## Биография
Родился в 1944 году в крестьянской семье в ауле Мурзагул (сегодня не существует) Марьяновского района.
С 1959 года трудился скотником, плотником, механизатором-кукурузоводом в совхозе «Бостандыкский» Ленинградского района. За выдающиеся трудовые достиженяи по итогам работы 1972 года награждён Орденом Трудового Красного Знамени и за досрочное выполнение плановых заданий Одиннадцатой пятилетки (1981—1985) — Орденом «Знак Почёта». В 1984 году участвовал во Всесоюзной выставке ВДНХ, где получил бронзовую медаль.
В завершающем году Двенадцатой пятилетки (1986—1990) собрал в среднем с каждого гектара по 290 центнеров кукурузы. Указом Президиума Верховного Совета СССР от 23 апреля 1991 года удостоен звания Героя Социалистического Труда за «достижение выдающихся результатов в увеличении производства продукции растениеводства» с вручением ордена Ленина и золотой медали «Серп и Молот» (№ 21100).
Трудился в совхозе «Бостандыкский» до выхода на пенсию в 2007 году.
Проживал в селе Бостандык, затем переехал в областной центр Кокшетау, где скончался в апреле 2013 года. Похоронен на кладбище села Бостандык Акжарского района.
Награды
- Герой Социалистического Труда
- Орден Ленина
- Орден Трудового Красного Знамени (13.12.1972)
- Орден «Знак Почёта» (06.06.1984)
- Бронзовая медаль ВДНХ (05.04.1984)